# Oleria priscilla
Oleria priscilla är en fjärilsart som beskrevs av William Chapman Hewitson 1858. Oleria priscilla ingår i släktet Oleria och familjen praktfjärilar. Inga underarter finns listade i Catalogue of Life.